# Blackhat (Film)
Blackhat ist ein US-amerikanischer Actionfilm des Regisseurs Michael Mann aus dem Jahr 2015. Hauptdarsteller ist Chris Hemsworth in der Rolle des US-Hackers Nick Hathaway, der chinesischen Ermittlern bei der Suche nach einem kriminellen Hacker hilft, der unter anderem einen Cyberangriff auf ein chinesisches Atomkraftwerk durchgeführt hat. Hauptschauplätze des Films sind Hongkong und Jakarta.
Seine Uraufführung feierte der Film am 8. Januar 2015 im TCL Chinese Theatre in Los Angeles. In die deutschen Kinos kam der Film am 5. Februar 2015. Der von Universal Pictures vertriebene Film wurde von Legendary Pictures produziert.
Am 2. April 2018 kam der Film unter dem Titel Blackhat – Außer Kontrolle ins deutsche Fernsehen (ZDF).

## Handlung
In einem Reaktor eines Atomkraftwerks im Hongkonger Stadtteil Chai Wan ereignet sich eine Explosion, nachdem die Kühlsysteme versagt haben. Mindestens acht Menschen sterben und über 20 werden verletzt und verstrahlt. Ursache für das Versagen der Kühlsysteme war Malware, die von einem Blackhat, einem kriminellen Hacker, eingeschleust worden sein muss. Zeitgleich durchgeführte gleichartige Cyberangriffe auf US-Atomkraftwerke scheitern. Tags darauf kommt es an der Chicagoer Börse zum schlagartigen Anstieg der Kurse für Soja. Es stellt sich heraus, dass die Kursexplosion ebenfalls durch einen Cyberangriff verursacht wurde.
Die chinesischen Behörden beauftragen den chinesischen Offizier und Hacker Chen Dawai mit den Ermittlungen zum Auffinden des Verursachers der beiden Anschläge. Neben der Unterstützung durch seine datentechnisch versierte Schwester Chen Lien holt sich  Dawai die Hilfe des amerikanischen Hackers Nick Hathaway, mit dem er vor Jahren am MIT studierte und dabei eine bestimmte Fernwartungssoftware programmierte, die in der Handlung RAT genannt wird („Remote Access Tool“). Hathaway sitzt seit Jahren in einem Gefängnis in Pennsylvania wegen Kreditkartenbetruges ein. Er handelt mit amerikanischen Behördenvertretern, die bei der Terroristensuche mit China kooperieren, Straffreiheit für sich aus, sollten die Ermittlungen erfolgreich sein. Er bekommt eine elektronischen Fußfessel und unterstützt unter Aufsicht der FBI-Beamtin Carol Barrett die Chens bei den Ermittlungen.
Hathaway erkennt, dass der Blackhat das RAT weiterentwickelt und damit die Sicherheitssysteme des chinesischen Atomkraftwerks umgangen hat. Weil die US-Atomkraftwerke eine andere Software verwenden, ist der Angriff des Hackers dort gescheitert. Über das MIT führt die Spur nach Los Angeles in die Wohnung eines Mannes, den sie tot vorfinden. In dessen Daten finden Hathaway und Chen Lien die Adresse eines Schnellrestaurants. Mit Lien dort angelangt, erkennt Hathaway rasch, dass sie in eine Falle getappt sind: Der Blackhat wollte sehen, ob ihm jemand auf die Schliche gekommen ist. Handlanger des Blackhats versuchen Hathaway und Lien in dem Laden zu ermorden, werden jedoch durch Hathaway überwältigt.
Von dem Toten in L.A. aus führt eine aus hochsummigen Überweisungen bestehende Spur die Chens, Hathaway und Barrett nach Hongkong. Dort entdecken sie, dass sich an einer bestimmten Stelle in der Stadt die Bewegungsspuren von Kurieren schneiden. Am Ort eingetroffen, spürt Hathaway einen versteckten Bluetooth-Transmitter auf, über den die Komplizen des Blackhats offenbar miteinander kommunizieren. Zu ihnen gehört der libanesische Dealer Elias Kassar. Von Hongkong aus führt eine Spur nach Macau. Unter einem dortigen, hafennahen Casino spüren die von der chinesischen Polizei unterstützten Ermittler Kassar und seine Komplizen auf, die sich mit aller Macht gegen die Ermittler verteidigen: Kassar lässt die Ermittler minutenlang unter Beschuss nehmen, wobei einige von ihnen durch eine explodierende Nagelbombe sterben.
Während Hathaway und Lien miteinander ermitteln, verlieben sie sich ineinander und haben auch Sex miteinander.
Mittlerweile ist der stark verstrahlte Kontrollraum des Atomkraftwerks, wo es die Explosion gab, wieder wenigstens für wenige Minuten begehbar. Deshalb schafft es Hathaway, dort eine Festplatte zu bergen. Darauf finden die Ermittler Datenfragmente der Malware. Die National Security Agency lehnt gegenüber Barrett ab, ihnen den Zugriff auf das Geheimprogramm Black Widow zu gestatten, mit dem sie die fehlenden Daten rekonstruieren könnten. Deshalb hackt sich Hathaway in Black Widow ein. Barrett gestattet inoffiziell das illegale Vorgehen, weil sie bei den Terroranschlägen vom 11. September 2001 ihren Mann verloren hat und deshalb entschlossen ist, den aktuellen Terrorismus zu bekämpfen. Unter Benutzung von Black Widow erfahren die Ermittler aus den nunmehr vollständig lesbaren Datenfragmenten, dass der Server und somit der ihn benutzende Blackhat von Jakarta aus operiert und der Blackhat Satellitenbilder der malaysischen Küstenregion benutzt.
Den Regierungen von China und den USA ist die unerlaubte Benutzung von Black Widow durch Hathaway nicht verborgen geblieben. Die chinesischen Behörden möchten die Beziehungen zu den USA schonen und beauftragen deshalb Chen Dawai damit, ihnen Hathaway auszuliefern. Zugleich lässt die NSA in China nach Hathaway fahnden. Dawai warnt Hathaway vor seiner drohenden Verhaftung, weshalb Hathaway fliehen kann. Als dieser sich von den Chens verabschiedet, um allein weiterzuermitteln, verübt Kassar mit Komplizen und Panzerfaust ein Attentat: Dabei sterben Chen Dawai sowie Carol Barrett und ein US Marshal, die gerade am Tatort eintreffen. Letzterer kann noch einige von Kassars Komplizen erschießen. Nach erfolgreicher Flucht vor Kassar lassen Hathaway und Lien im chinesischen Untergrund Hathaways elektronische Fußfessel entfernen.
Zusammen mit Lien bereist Hathaway die Stelle in Malaysia, die auf dem Satellitenfoto abgebildet war. Dort angekommen, entdecken sie in einem von mehreren Tälern eine riesige Zinnerz-Förderanlage. Sie wird mit Pumpen der gleichen Bauart wie im Kühlsystem des chinesischen Reaktors betrieben. Hathaway und Lien sind überzeugt, dass die Förderanlage das nächste Anschlagsziel des Blackhats ist. Der Blackhat will mit einem Anschlag auf die Anlage den Börsenkurs für Zinnerz in die Höhe treiben, um von den dabei entstehenden Kursgewinnen zu profitieren. Die Anschläge auf das chinesische Atomkraftwerk diente dem Blackhat offensichtlich nur zur Übung für diesen geplanten Anschlag. Mit dem Auslösen des Soja-Kursanstiegs wollte er Kapital sammeln, um damit Profit aus dem angestrebten Kursanstieg beim Zinnerz zu erzielen.
Hathaway und Lien sind nun in Jakarta eingetroffen. Sie stehlen aus einem Serverraum eine Festplatte, die der Blackhat benutzt. Unter Verwendung dieser Festplatte und, indem sich Hathaway in die von dem Blackhat benutzte Bank hackt, transferiert Hathaway die 74 Millionen US-Dollar, die dem Blackhat gehören, auf sein eigenes Konto. Anschließend erpresst er den Blackhat, der sein Geld zurückwill, telefonisch und indem er 20 Prozent von den Zinnerzgewinnen fordert. Hathaway trifft sich daraufhin mit dem Blackhat mitten in einem riesigen Straßenumzug in Jakarta. Zuvor verhindert er, von Kassar ermordet zu werden, indem er diesen ersticht. Anschließend tötet er, als Vergeltung für den Tod Dawais und seiner anderen Freunde, den Blackhat.

## Hintergrund
Der Film hatte ein Budget von 70 Millionen Dollar und spielte am Startwochenende in den USA nur rund 4,4 Millionen Dollar ein.
Die europäische Fassung des Films ist rund eine halbe Minute kürzer als die US-amerikanische Variante. Die Hintergrundinformationen zu einer Person wurden für den europäischen Raum entfernt.

## Kritik
„Michael Manns Thriller gewinnt zwar durch die Cyberattacke auf Sony unverhoffte Aktualität, findet jedoch keine filmisch überzeugende Antwort auf die Gesichtslosigkeit von Internetverbrechen.“

„‚Blackhat‘ ist […] ein zwar schön fotografierter, inhaltlich aber leider belangloser Actionfilm, dem es nur selten gelingt, so etwas wie Spannung aufzubauen. Form stand bei Michael Mann schon immer vor Inhalt, aber ein derart schwaches Drehbuch hat auch er bislang noch nicht verfilmt.“

„Eleganter Thriller über die Virtualisierung des Verbrechens, der in der Inszenierung von Figuren und Räumen vehement auf der Körperlichkeit der Welt und des Thriller-Genres besteht. Das komplexe ‚Cybercrime‘-Szenario wird damit auf einen archaischen Konflikt zwischen skrupelloser Gier und moralischem Handeln zurückgeführt.“